# Казабјанка (Терамо)
Казабјанка (итал. Casabianca) је насеље у Италији у округу Терамо, региону Абруцо.
Према процени из 2011. у насељу је живело 48 становника. Насеље се налази на надморској висини од 72 м.